# 惠济桥 (桂林)
惠济桥位于中国广西桂林市七星区临江路北端二江口，跨越小东江。清代修建木板桥立有碑文，因系民间募捐，取“惠民济世”之意，名惠济桥。1982年建成。